# Чорнильне серце (фільм)
«Чорнильне серце» (англ. Inkheart) — кінофільм, знятий за мотивами однойменного роману німецької письменниці Корнелії Функе. Прем'єра фільму відбулася 11 грудня 2008 року.
Чорнильне серце отримав різні відгуки критиків і заробив 62 млн доларів. 13 квітня 2009 року у Великій Британії було випущено «Чорнильне серце» на DVD і Blu-ray.
Для Nintendo DS, 12 січня 2009 року, була випущена відеогра заснована на фільмі.

## Сюжет
Мортімер  Фолхарт і його 12-річна дочка Меггі обожнюють книги. Але крім цієї загальної пристрасті вони ще й володіють дивовижним даром — оживляти героїв зі сторінок прочитаними ними вголос книг. Але не все так просто, адже коли герой з книги оживає, його місце на книжкових сторінках повинна зайняти справжня людина. Одного разу Мортімер вичитує з книги «Чорнильне серце» розбійника Капрікорна, його спільника Басту і Пожирача вогню Сажерука. Але замість них в книгу потрапляє мати Меггі — Тереза (Реза). Через кілька років Мортімер і Меггі зустрічаються з вичитаними героями книг. Пригоди починаються.

## Персонажі
- Гвін (рогата куниця Сажерука)
- Сажерук (в деяких варіантах перекладу на російську зустрічається вимова «Пильнорук»)
- Фарід (хлопчик вичитаний з «Тисячі і однієї ночі»)
- Меггі
- Мортімер
- Баста
- Тереза
- Елінор
- Капрікорн (в деяких варіантах російського озвучування зустрічається буквальний переклад «Козеріг»)
- Плосконіс
- Даріус
- Кокерель
- Феноліо

## В ролях
- Роджер Алам —  оповідач
- Брендан Фрейзер —  Мортімер Фолхарт
- Сієнна Гіллорі —  Тереза 
- Еліза Беннетт —  Меггі Фолхарт
- Пол Беттані —  Сажерук
- Джим Бродбент —  Феноліо
- Хелен Міррен —  Елінор Лоредан
- Рафі Гаврон —  Фарід
- Джессі Кейв —  Водна Німфа
- Дженніфер Коннеллі —  Роксана
- Енді Серкіс —  Капрікорн
- Тереза Србова —  Рапунцель

## Відмінності відкниги
Фільм багато в чому відрізняється від книги:
- У фільмі Мо зустрічає Сажерука у якомусь містечку (де він шукав книгу). У книзі Сажерук прийшов до нього в будинок.
- У книзі роман «Чорнильне серце» вже належав Мортімеру, через що Капрікорн і розшукував його. У фільмі Мо шукає книгу в усіх книжкових магазинах протягом багатьох років.
- У фільмі Мортімер і Меггі чують, як книги розмовляють з ними.
- У фільмі немає вистави, яку Сажерук влаштовує для Меггі.
- У фільмі Сажерук може сам створювати вогонь, а в книзі він тільки керує ним.
- У фільмі показані чудовиська, яких невдало вичитав Даріус: Мінотавр, Летючі Мавпи, Єдиноріг, Цокаючий Крокодил. У книзі цього немає.
- У фільмі Мо разом з дочкою, Елінором, Фарідом і Сажеруком рятуються від урагану із «Чарівника країни Оз».
- У фільмі Меггі виявляє свій творчий хист, вичитавши Тотошку. У книзі вона виявляє це, тільки потрапивши вдруге в полон, і вичитує фею Дінь-Дінь і Непохитниого олов'яного солдатика.
- У фільмі Сажерук повідомляє Мо, що його дружина в полоні у Капрікорна. У книзі він про це замовчує.
- У книзі Меггі вдається дочитати написане Феноліо продовження книги до кінця, тоді як у фільмі кінцівку їй доводиться дописувати самій на руці.
- У книзі люди Капрікорна забирали маленьких хлопчиків з їх сімей, щоб ті навчалися і входили в «армію» Капрікорна. У фільмі ж, судячи зі слів із книги на обличчях, всі люди були вичитані Даріусом.
- У фільмі Сажерук потрапляє назад в книгу "Чорнильне серце". У книзі він потрапяє туди тілльки в другій частині.

## Цікаві факти
- Капрікорн демонструє свій екземпляр книги зі словами en. — «my precious» (рос — «моя прелесть»). Актор Енді Серкіс, що зіграв Капрікорна, раніше зіграв та анімував Ґолума в кінотрилогії «Володар перснів».
- Рогату куницю Сажерука (Пола Беттані) звуть Гвінн, таке прізвище було у бабусі актора.
- Дженніфер Коннеллі, яка зіграла дружину Сажерука Роксану, насправді одружена з актором Полом Беттані, зіграв Сажерука.